# Resolutie 2258 Veiligheidsraad Verenigde Naties
Resolutie 2258 van de Veiligheidsraad van de Verenigde Naties werd op 22 december 2015 unaniem door de VN-Veiligheidsraad aangenomen. De resolutie verlengde de toestemming aan hulporganisaties om via welbepaalde grensovergangen door Syrië te trekken om noodhulp te leveren aan de bevolking in de conflictgebieden in dat land.

## Achtergrond
In 2011 braken in navolging van andere Arabische landen ook in Syrië protesten uit tegen het regime van president Bashar al-Assad. Dat regime probeerde de protesten met harde hand neer te slaan, waarbij duizenden doden vielen. De protesten mondden gaandeweg uit in een burgeroorlog tussen de regering, verscheidene oppositiegroepen en extremistische groeperingen. Een van die groeperingen was Islamitische Staat, dat niet enkel in Syrië en Irak gewelddaden beging, maar ook terreuraanslagen pleegde in andere landen. Daarom voerden een aantal landen, waaronder de VS, Rusland en Frankrijk, luchtaanvallen uit op IS-bolwerken in Syrië.
Na vier jaar oorlog waren begin 2015 al meer dan 220.000 mensen omgekomen. Miljoenen mensen waren naar de buurlanden gevlucht en medio 2015 kwam er een grote vluchtelingenstroom naar Europa op gang.

## Inhoud
Het geweld in Syrië bleef escaleren en had al meer dan een kwart miljoen levens gekost. Ook de humanitaire situatie bleef verslechteren. 13,5 miljoen mensen hadden noodhulp nodig. 6,5 miljoen van hen waren interne verdrevenen en 4,5 miljoen waren moeilijk te bereiken. Bijna 400.000 burgers zaten vast in belegerde gebieden.
De oorlogvoerende partijen bleven ook de mensenrechten schenden door onder meer burgerdoelwitten onder vuur te nemen, blind te bombarderen en willekeurig mensen op te pakken en folteren. Ook werden hulpkonvooien aangevallen en geplunderd. Men slaagde erin 2,4 miljoen mensen voedselhulp te brengen, 4,1 miljoen mensen medische hulp en 1,3 miljoen water en sanitair. In de belegerde gebieden waren de aantallen echter in dalende lijn. Slechts 0,7% van de mensen kon hier bereikt worden met voedselhulp en 3,5% met medische hulp.
De toestemming die middels resolutie 2165 was verleend aan hulporganisaties om via vier grensovergangen door de conflictgebieden in Syrië te trekken teneinde noodhulp tot bij de bevolking te brengen, werd verlengd tot 10 januari 2017.

## Verwante resoluties
- Resolutie 2165 Veiligheidsraad Verenigde Naties (2014)
- Resolutie 2191 Veiligheidsraad Verenigde Naties (2014)

Lijst ·  2196 ·  2197 ·  2198 ·  2199 ·  2200 ·  2201 ·  2202 ·  2203 ·  2204 ·  2205 ·  2206 ·  2207 ·  2208 ·  2209 ·  2210 ·  2211 ·  2212 ·  2213 ·  2214 ·  2215 ·  2216 ·  2217 ·  2218 ·  2219 ·  2220 ·  2221 ·  2222 ·  2223 ·  2224 ·  2225 ·  2226 ·  2227 ·  2228 ·  2229 ·  2230 ·  2231 ·  2232 ·  2233 ·  2234 ·  2235 ·  2236 ·  2237 ·  2238 ·  2239 ·  2240 ·  2241 ·  2242 ·  2243 ·  2244 ·  2245 ·  2246 ·  2247 ·  2248 ·  2249 ·  2250 ·  2251 ·  2252 ·  2253 ·  2254 ·  2255 ·  2256 ·  2257 ·  2258 ·  2259